# Iram Haq
Iram Haq, née le 1er janvier 1976, est une actrice, scénariste et réalisatrice norvégienne, connue pour son long métrage I Am Yours.

## Filmographie sélective

### Comme scénariste et réalisatrice
- 2004 : Trofast (uniquement scénariste)
- 2009 : Little Miss Eyeflap (Skylappjenta)
- 2013 : I Am Yours (Jeg er din)
- 2017 : La Mauvaise Réputation (Hva vil folk si)
- 2020 : Quand revient le calme (Når støvet har lagt sig, série télévisée, réalisatrice) (3 épisodes)

### Comme actrice
- 2002 : Borettslaget
- 2002 : Jul i Borettslaget
- 2004 : Trofast
- 2005 : Import-Export (Import-eksport) : Jasmin
- 2008 : Fallen Angels (Varg Veum - Falne engler) : Noor
- 2010 : Tomme tønner : Venninne

## Récompenses et distinctions
- 2014 : Prix Kanon du meilleur scénario pour I Am Yours (Jeg er din)